# Eric the Red
Eric the Red är det färöiska viking metal/folk metal-bandet Týrs andra studioalbum. Albumet utgavs januari 2003 av skivbolaget Tutl Records. Napalm Records återutgav albumet med två bonusspår 2006.

## Låtlista
1. "The Edge" – 7:44
2. "Regin smiður" – 6:08
3. "Dreams" – 5:32
4. "The Wild Rover" – 4:12
5. "Stýrisvølurin" – 6:57
6. "Ólavur Riddararós" – 4:36
7. "Rainbow Warrior" – 5:28
8. "Ramund hin unge" – 4:31
9. "Alive" – 7:24
10. "Eric the Red" – 7:42

Bonusspår på 2006-utgåvan
1. "God of War" – 6:23
2. "Hail to the Hammer" – 3:48

- Text: Heri Joensen (spår 1, 3, 5, 7, 9–12), Trad. (spår 2, 4, 6, 8)
- Musik: Heri Joensen (spår 1, 3, 5, 7, 9–12), Jón Joensen (spår 11), Pól Arni Holm (spår 12), Trad. (spår 2, 4–6, 8)

## Medverkande
Musiker (Týr-medlemmar)
- Heri Joensen – gitarr, sång
- Gunnar Thomsen – basgitarr
- Kári Streymoy – trummor
- Terji Skibenæs – gitarr

Andra medverkande
- Týr – producent
- Jacob Hansen –  ljudtekniker, ljudmix
- Lenhert Kjeldsen – mastering
- Ditte-Karina Rasmumssen – omslagsdesign
- Ingólfur Juliusson – foto